# Andrea Tomat
Andrea Tomat (* 17. Februar 1957 in Udine) ist ein italienischer Unternehmer.

## Leben
1982 promovierte er zum Doktor der Betriebswirtschaft an der Universität Venedig. Seine Karriere begann er bei Eaton Corporation, zunächst in Deutschland und ab 1985 in Mailand. Dort leitete er zwei Jahre lang die Geschäftsverwaltung der italienischen Holding. 1987 begann Tomat, für die Marke Lotto Sport Italia S.p.A. zu arbeiten. Anfangs war er Licensing Manager und stieg 1989 zum Marketing Direktor auf.
Während dieser Zeit entwickelte er das Erscheinungsbild der Marke, indem er diese mit Persönlichkeiten der Sportwelt wie Boris Becker, Martina Navrátilová und Ruud Gullit in Verbindung brachte. Zu Beginn des Jahres 1993 wurde er Generaldirektor und Geschäftsführer der Stonefly S.p.A. Er schafft es, die Marke wieder auf dem Markt zu etablieren. 
1998 gründete er die Gesellschaft Millennium S.r.l., und übernahm durch ein Management-Buy-out Stonefly S.p.A. Im gleichen Jahr erwarb Millennium die Marke „Impronte“. Im Juni 1999 erwarb Tomat zusammen mit einer Gruppe lokaler Unternehmern die Marke „Lotto“. Tomat wurde damit Vorsitzender und Generaldirektor der Lotto Sport Italia S.p.A. Im selben Monat wurde er zum stellvertretenden Vorsitzenden der nationalen Vereinigung der italienischen Schuhfabriken (ANCI) gewählt, nachdem er 1995 als Berater und 1997 als Ausschussmitglied tätig gewesen ist. Im Mai 2000 wurde Tomat zum Vorsitzenden der Schuhbekleidungsgruppe (Gruppo Calzaturiero) der Unindustria Treviso ernannt. Im Dezember 2000 wurde er von der Associazione Laureati Università di Ca'Foscari (ALUC) für sein außergewöhnliches Engagement und seinen Erfolg im Beruf geehrt. 
Im April 2002 wurde Andrea Tomat zum Aufsichtsratsmitglied von „Assosport“, dem italienischen Verband für Sportartikelhersteller, bestellt. Im Dezember wurde er in seiner Funktion als Vorsitzender der Schuhbekleidungsgruppe der Unindustria Treviso bestätigt. Im Mai 2004 wurde er zum Präsidenten des Industriellenverbands der Provinz Treviso gewählt. Im gleichen Zeitraum wurde er in den Vorstand der Confindustria gewählt. Im Juli 2005 folgte seine Ernennung zum Präsidenten der Fondazione Nord-Est (Stiftung Nord-Ost). Andrea Tomat übernahm im November 2006 mit Lotto Sport Italia das Unternehmen Etonic und die Position des Firmenpräsidenten.